# Kalkoven Midweg

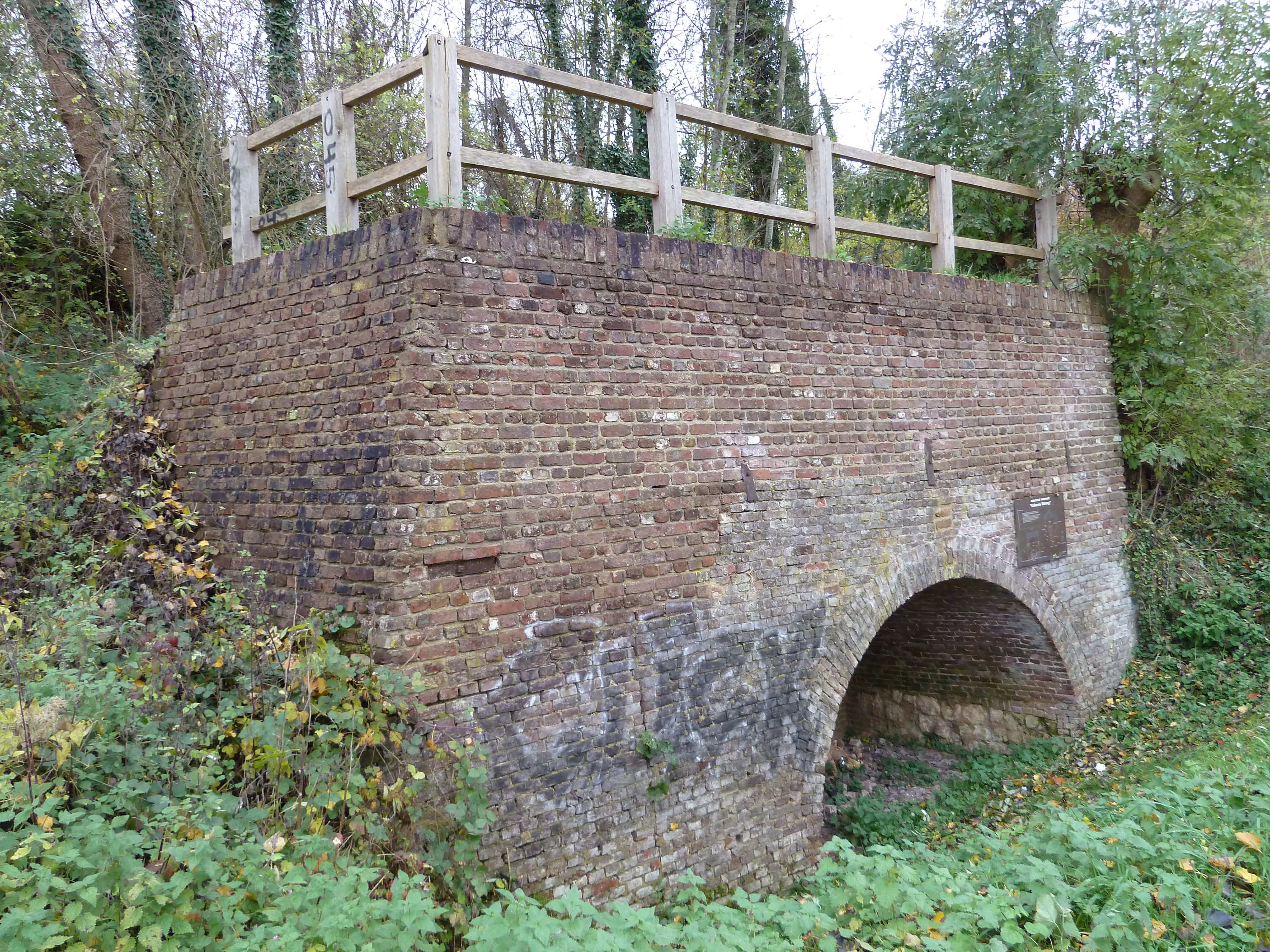
Kalkoven Midweg

De Kalkoven Midweg is een kalkoven in Nederlands Zuid-Limburg in de gemeente Voerendaal. Het bouwwerk staat ten zuidwesten van Kunrade/Voerendaal en direct aan de oostzijde van de Midweg (Kunrade-Ransdaal). De kalkoven ligt in een helling aan de noordwestelijke rand van het Plateau van Ubachsberg in de overgang naar het Ransdalerveld.
Op ongeveer 150 meter naar het noordwesten ligt de Kalkoven Amerikaanse Branderij en op ongeveer 375 meter naar het westen ligt de Kalkoven Kasteel Haren (met Groeve Moonen).
Achter de kalkoven ligt een kalksteengroeve Groeve Midweg.

## Kalkoven
De kalkoven heeft één ovenmond.